# A-357 (Spanje)

De A-357

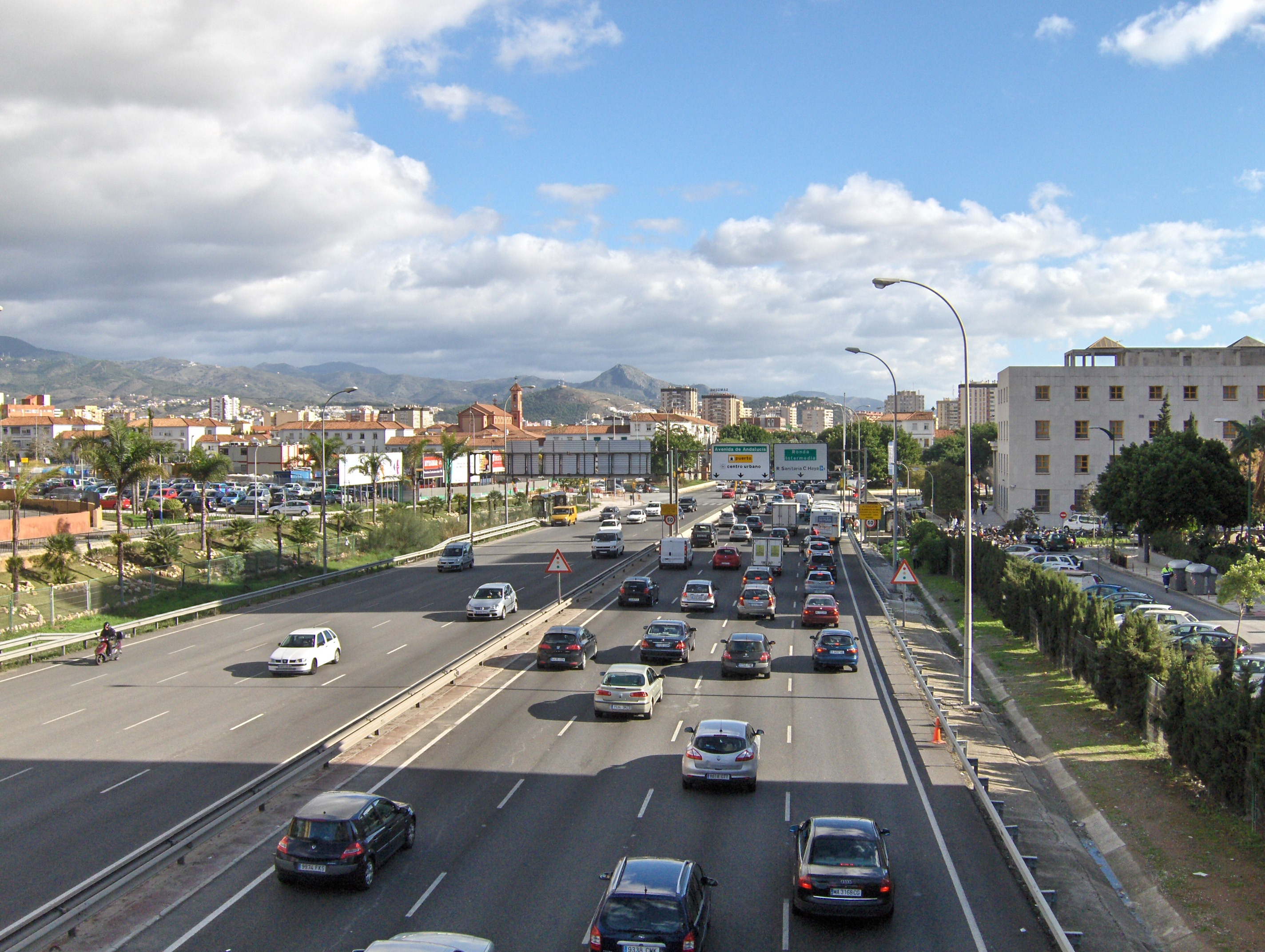
Einde van de A-357 in Málaga

De A-357 of Autovía del Guadalhorce is een autovía in Andalusië. De snelweg is 22 kilometer lang en verbindt Málaga met Campillos. In 1993 werd het eerste gedeelte aangelegd, in 2004 volgde het gedeelde tot Cártama. De snelweg wordt verlengd tussen Casapalma en Cerralba.